# 주말의 친한친구
이제헌의 주말의 친한친구는 TBN 강원교통방송(원주 FM 105.9㎒, 춘천 FM 103.7㎒, 강릉 FM 105.5㎒, 양양 FM 95.1㎒, 동해 FM 95.3㎒, 평창 FM 89.3㎒)에서 주말 낮 12시부터 1시 55분까지 방송되는 강원권 지역의 라디오 교양, 오락, 음악 프로그램이다.

## 프로그램 소개
- 활력이 필요한 시간! 실시간 고속도로, 시내 교통정보를 통해 안전한 운전길을 만듭니다! 신나는 음악과 지역소식, 알찬 정보, 즐거운 퀴즈까지~ 주말 나들이길! 여러분의 친한친구와 함께하세요~

## 코너 소개

### 매일 코너
- 안전을 부탁해 - 주말 나들이길, 서로의 안전을 지키기 위해 이것만은 지킵시다!
- 늬우쓰~하이킥 - 들었던 소식은 더 재밌게! 못들었던 뉴스는 더~ 빠르게! 한 주간 소식 쏙쏙 뽑아 정리해드립니다! (토요일 : 강원 / 일요일 : 세계)
- 제헌이가 좋아하는 랜덤~ 퀴즈! - 교통부터 상식, 넌센스, 음악퀴즈까지! 매일, 매주 다른 형식의 다채로운 퀴~즈!
- 친친 음악살롱 - 당신을 위해 주말만 열리는 음악살롱~ 묻지도 따지지도 않고 틀어드립니다! 신청곡은 1059로 쪽지 날려날려~ (찡긋)